# ダナ・ファーバー癌研究所
ダナ・ファーバー癌研究所（ダナ・ファーバーがんけんきゅうしょ、英語: Dana-Farber Cancer Institute）はアメリカ国立癌研究所に指定されたアメリカ国立癌研究所指定癌センターの一つである。マサチューセッツ州ボストンのLongwood Medical and Academic Areaと呼ばれる地域の一画にあるハーバード大学医学部の主要関連医療機関の一つである。

## 概観
ダナ・ファーバー癌研究所に勤務する人は3680人以上おり、年間収入は8億ドルにもなる。一年に29万9202人以上の成人癌または小児癌の外来患者が訪れる（700人以上の臨床試験患者を含む）。癌研究において国際的に有名な施設で、2012年現在、USニューズ&ワールド・レポート誌において、アメリカ合衆国で5位に位置づけられた癌治療病院である。ダナ・ファーバー癌研究所は 多発性骨髄腫研究共同体の一員である。
ダナ・ファーバー癌研究所はアメリカ国立癌研究所、アメリカ国立アレルギー・感染症研究所、個人投資家等に支援を受けている。ジミーファンドは1948年にボストンの病院で白血病に苦しんでいた子供の名前から取られた主要なチャリティー基金。ボストン・レッドソックスは1953年からジミーファンドをオフィシャルチャリティーとして採用し、ダナ・ファーバー癌研究所を支えている。

## 略歴
1947年、医学博士のシドニー・ファーバーは小児癌研究所を設立した。1969年癌患者の対象年齢を成人にまで拡大。1974年、設立者に敬意を表してシドニー・ファーバー癌研究所として知られるようになる。1983年、チャールズ・A・ダナ財団の支援に感謝の意を表してダナ・ファーバー癌研究所と改称。

## 研究業績
ダナ・ファーバー癌研究所は癌治療及び癌研究において数々の躍進を遂げてきた。 
- 1947 - シドニー・ファーバー率いる研究チームは小児癌に最も多い、急性リンパ性白血病の治療において、アミノプテリンの使用によって病状の進行を寛解させることに世界で初めて成功した。

## 成人癌患者治療
ダナ・ファーバー/ブリガム・アンド・ウィメンズ癌センター(DF/BWCC)はダナ・ファーバー癌研究所とブリガム・アンド・ウィメンズ病院と成人癌治療において提携関係にある。ダナ・ファーバーが外来患者を、ブリガム・アンド・ウィメンズが入院患者を担当している。

## 小児癌患者治療
ダナ・ファーバー小児病院癌センター (DF/CHCC) は60年間以上ボストン小児病院およびダナ・ファーバー癌研究所と提携関係にある。